# Instytut Kulturoznawstwa Uniwersytetu im. Adama Mickiewicza w Poznaniu
Instytut Kulturoznawstwa Uniwersytetu im. Adama Mickiewicza w Poznaniu – jednostka dydaktyczno-naukowa Uniwersytetu im. Adama Mickiewicza, powstała w 1976 r. na Wydziale Historycznym UAM, przeniesiona w 1985 r. na Wydział Nauk Społecznych. Obecnie, od 2019 roku wchodzi w skład Wydziału Antropologii i Kulturoznawstwa. Obok Wrocławia i Łodzi, jeden z najstarszych ośrodków kulturoznawczych w kraju. Do głównych inicjatorów założenia Instytutu należeli Jerzy Kmita, Krzysztof Kostyrko i Walerian Sobisiak. Teoria kultury opracowana przez Kmitę i jego współpracowników oraz nacisk kładziony na zagadnienia metodologiczne stanowiły differentia specifica jednostki, a Instytut stał się głównym ośrodkiem poznańskiej szkoły metodologicznej. W Rankingu Kierunków Studiów Perspektywy 2015 kulturoznawstwo poznańskie uplasowało się na trzeciej pozycji.

## Historia
W 1976 r. otwarto Studium Kulturoznawstwa na Wydziale historycznym UAM. Zostało powołane Zarządzeniem nr 60 Ministra Nauki, Szkolnictwa Wyższego i Techniki z dnia 30 września 1976 r. Wcześniej już, bo 31 maja 1973 r., rektor UAM wydał zarządzenie ustalające strukturę organizacyjną i program działalności jednostki.
Rok akademicki 1985/1986 Instytut rozpoczął na Wydziale Nauk Społecznych UAM, gdzie funkcjonuje do dzisiaj. W 1976 r. studia na kulturoznawstwie poznańskim rozpoczęło 58 osób (30 studiowało dziennie, 28 zaocznie), dwadzieścia lat później studiowało już łącznie 550 osób (251 na studiach dziennych, 299 na zaocznych). Obecnie studiuje ok. 300 osób (tylko na studiach dziennych). Uprawnienia do nadawania stopnia doktora Instytut nabywa w grudniu 1993 r. w zakresie nauk o poznaniu i komunikacji (w 2005 r. zmieniono nazwę na nauki o poznaniu i komunikacji społecznej), by od 2009 r. cieszyć się już uprawnieniami do nadawania stopnia doktora w zakresie kulturoznawstwa.
Od 2012 r. poznańscy kulturoznawcy mogą zdobyć tytuł naukowy doktora habilitowanego w zakresie kulturoznawstwa (w ramach Wydziału Nauk Społecznych UAM). Kulturoznawcy działają w administracji Wydziału Nauk Społecznych. Dr hab. Jan Grad pełnił funkcje prodziekana ds. studenckich (1999-2002) i dziekana Wydziału (2002-2008). Doktorzy Jacek Zydorowicz i Remigiusz Ciesielski w latach 2008–2016 byli prodziekanami ds. studenckich. W latach 2016–2019 ostatnim Dziekanem Wydziału Nauk Społecznych był także dotychczasowy Dyrektor Instytutu, dr hab. Jacek Sójka, a jednym z prodziekanów dr Marcin Poprawski.  Od 1 października 2019 roku, zarządzeniem Rektora UAM, Instytut funkcjonuje jako jednostka organizacyjna Wydziału Antropologii i Kulturoznawstwa Uniwersytetu im. Adama Mickiewicza w Poznaniu.

## Budynki i lokalizacja
Instytut ma swoją główną siedzibę na Wydziale Nauk Społecznych UAM, przy ul. Szamarzewskiego 89 A. Dodatkowo korzysta z należących do UAM pomieszczeń przy ul. Międzychodzkiej 5.

## Organizacja

### Władze
1976-1978
| Stanowisko   | Imię i nazwisko           |
| ------------ | ------------------------- |
| Dyrektor     | dr Krzysztof Kostyrko     |
| Wicedyrektor | dr hab. Walerian Sobisiak |

1979-1987
| Stanowisko                         | Imię i nazwisko                 |
| ---------------------------------- | ------------------------------- |
| Dyrektor                           | prof. dr hab. Jerzy Kmita       |
| Wicedyrektor ds. studiów dziennych | dr hab. Krystyna Zamiara        |
| Wicedyrektor ds. studiów zaocznych | prof. dr hab. Walerian Sobisiak |

Kadencja 1987-1990
| Stanowisko                             | Imię i nazwisko           |
| -------------------------------------- | ------------------------- |
| Dyrektor                               | prof. dr hab. Jerzy Kmita |
| Wicedyrektor ds. studiów stacjonarnych | dr hab. Krystyna Zamiara  |
| Wicedyrektor ds. studiów zaocznych     | dr Marian Golka           |

Kadencja 1990-1993
| Stanowisko                   | Imię i nazwisko                |
| ---------------------------- | ------------------------------ |
| Dyrektor                     | prof. dr hab. Jerzy Kmita      |
| Wicedyrektor ds. naukowych   | prof. dr hab. Krystyna Zamiara |
| Wicedyrektor ds. studenckich | dr hab. Jacek Sójka            |

Kadencje 1993-1996 i 1996-1999
| Stanowisko                   | Imię i nazwisko            |
| ---------------------------- | -------------------------- |
| Dyrektor                     | dr hab. Jacek Sójka        |
| Wicedyrektor ds. naukowych   | dr hab. Andrzej Kocikowski |
| Wicedyrektor ds. studenckich | dr Jan Grad                |

Kadencje 1999-2002 i 2002-2005
| Stanowisko                   | Imię i nazwisko              |
| ---------------------------- | ---------------------------- |
| Dyrektor                     | dr hab. Jacek Sójka          |
| Wicedyrektor ds. naukowych   | dr hab. Ewa Rewers           |
| Wicedyrektor ds. studenckich | dr Teresa Jerzak-Gierszewska |

Kadencje 2005-2008 i 2008-2012
| Stanowisko                   | Imię i nazwisko                |
| ---------------------------- | ------------------------------ |
| Dyrektor                     | dr hab. Jacek Sójka            |
| Wicedyrektor ds. naukowych   | prof. dr hab. Anna Grzegorczyk |
| Wicedyrektor ds. studenckich | dr Teresa Jerzak-Gierszewska   |

Kadencja 2012-2016
| Stanowisko                   | Imię i nazwisko     |
| ---------------------------- | ------------------- |
| Dyrektor                     | dr hab. Jacek Sójka |
| Wicedyrektor ds. kształcenia | dr Agata Skórzyńska |
| Wicedyrektor ds. studenckich | dr Rafał Koschany   |

Kadencja 2016-2019
| Stanowisko                   | Imię i nazwisko              |
| ---------------------------- | ---------------------------- |
| Dyrektor                     | dr hab. Marianna Michałowska |
| Wicedyrektor ds. studenckich | dr hab. Agnieszka Kaczmarek  |
| Wicedyrektor ds. kształcenia | dr Jacek Zydorowicz          |

Rok akademicki 2019/2020
| Stanowisko                   | Imię i nazwisko              |
| ---------------------------- | ---------------------------- |
| Dyrektor                     | dr hab. Marianna Michałowska |
| Wicedyrektor ds. studenckich | dr hab. Agnieszka Kaczmarek  |

Kadencja 2020–2024
| Stanowisko                   | Imię i nazwisko             |
| ---------------------------- | --------------------------- |
| Dyrektor                     | dr hab. Agata Skórzyńska    |
| Wicedyrektor ds. studenckich | dr hab. Agnieszka Kaczmarek |

### Struktura organizacyjna

#### Zakład Badań nad Kulturą Filmową i Audiowizualną
Samodzielni pracownicy naukowi:
- dr hab. Marianna Michałowska – kierownik Zakładu
- dr hab. Magdalena Kamińska
- dr hab. Marta Kosińska

#### Zakład Etyki Gospodarczej
Samodzielni pracownicy naukowi:
- dr hab. Jacek Sójka – kierownik Zakładu
- dr hab. Magdalena Grenda
- dr hab. Cezary Kościelniak
- dr hab. Michał A. Michalski

#### Zakład Hermeneutyki Kultury
Samodzielni pracownicy naukowi:
- dr hab. Remigiusz T. Ciesielski – kierownik Zakładu
- prof. dr hab. Andrzej Przyłębski

#### Zakład Kulturowych Studiów Miejskich
Samodzielni pracownicy naukowi:
- prof. dr hab. Ewa Rewers – kierownik Zakładu
- dr hab. Małgorzata Nieszczerzewska
- dr hab. Agata Skórzyńska

#### Zakład Semiotyki Kultury
Samodzielni pracownicy naukowi:
- dr hab. Rafał Koschany – kierownik Zakładu
- prof. dr hab. Anna Grzegorczyk
- dr hab. Małgorzata Grzywacz
- dr hab. Małgorzata Jankowska
- dr hab. Dorota Jewdokimow
- dr hab. Agnieszka Kaczmarek
- dr hab. Marcela Kościańczuk

#### Pracownia Badań nad Kulturą Artystyczną
Samodzielni pracownicy naukowi:
- dr hab. Krzysztof Moraczewski – kierownik Pracowni
- prof. dr hab. Grzegorz Dziamski
- dr hab. Marcin Adamczak
- dr hab. Jacek Zydorowicz

#### Pracownia Badań nad Uczestnictwem w Kulturze
Samodzielni pracownicy naukowi:
- dr hab. Jan Grad – kierownik Pracowni
- dr hab. Andrzej Bełkot

#### Pracownia Historii i Metodologii Nauk o Kulturze
Samodzielni pracownicy naukowi:
- dr hab. Andrzej Zaporowski – kierownik Pracowni

#### Pracownia Performatyki
Samodzielni pracownicy naukowi:
- dr hab. Przemysław Rotengruber – kierownik Pracowni
- dr hab. Agnieszka Doda-Wyszyńska
- dr hab. Joanna Ostrowska
- dr hab. Juliusz Tyszka

#### Pracownia Religioznawstwa i Badań Porównawczych
Samodzielni pracownicy naukowi:
- dr hab. Sławomir Sztajer – kierownik Pracowni
- prof. dr hab. Zbigniew Drozdowicz
- dr hab. Artur Jocz

### Centra badawcze
Od 2003 r. w ramach Instytutu funkcjonuje Centrum Badań im. Edyty Stein, którym kieruje prof. Anna Grzegorczyk. Centrum regularnie organizuje wykłady, konferencje naukowe, publikując artykuły napisane na podstawie referatów w wydawanej przez Centrum serii Zeszytów Naukowych. W 2014 r. pod egidą Instytutu powstało Centrum Myśli Społecznej im. Floriana Znanieckiego. Kieruje nim prof. Andrzej Przyłębski. Centrum organizuje konferencje i spotkania z różnymi gośćmi (m.in. z Antonim Liberą).

## Działalność i znaczenie Instytutu

### Powstanie Instytutu
Założenia stojące za powołaniem Instytutu Kulturoznawstwa wyjaśnił jego pierwszy dyrektor, dr Krzysztof Kostyrko, w wywiadzie dla miesięcznika „Nurt” (nr 3 z 1977 r.): „Chcemy dać studentowi szeroką bazę wiedzy ogólnej i chcemy przygotowywać go do różnych praktycznych sytuacji, by wiedział jak rozwijać teoretyczno-praktyczną problematykę bardziej szczegółowo (…). Chcielibyśmy więc dać rzetelne podstawy teoretyczne wiedzy o kulturze, a jednocześnie wyposażyć studentów w pewne umiejętności praktyczne pozwalające im pełnić po ukończeniu studiów różne role społeczne (…). Środowisko humanistyczne – można to bez ryzyka uogólnić – przyzwyczajone jest, że na studiach najpierw opanowywane są zagadnienia faktograficzne, dopiero później – na poziomie seminarium magisterskiego i wyższych lat dokonuje się pewnych uogólnień. My proponujemy inny punkt widzenia zarówno w układzie ogólnym programu, jak i w przebiegu programu na poszczególnych latach. Zaczynamy od bazy teoretyczno-metodologicznej po to, by na wyższych latach pozwolić na zastosowanie tej wiedzy do faktografii. W gruncie rzeczy złudzeniem jest, że można operować „gołymi” faktami.”

### Społeczno-regulacyjna koncepcja kultury
Prof. Jerzy Kmita, wraz ze współpracownikami i uczniami, opracował społeczno-regulacyjną koncepcję kultury (zwaną wcześniej socjopragmatyczną), która dała podstawy teoretyczne dla rozwijanych w Instytucie badań. Dzięki perspektywie, jaką dawała ta koncepcja, różne zjawiska społeczne, takie jak sztuka, nauka, obyczaj etc., analizowano przy pomocy podobnej aparatury teoretycznej (nie negującej ustaleń dyscyplin tradycyjnie zajmujących się danymi zagadnieniami, jak np. historii sztuki), traktując je jak zjawiska kulturowe. Przykładowo, sam Kmita stosował jej narzędzia do badania rozwoju nauki, Teresa Kostyrko zajmowała się sztukami plastycznymi, Jan Grad analizował zagadnienia moralności i obyczaju.

### Badania naukowe i działalność dydaktyczna
Dzięki działalności naukowej prof. Kmity, współpracującego z filozofami (Barbara Kotowa, Anna Pałubicka), historykami (Jerzy Topolski) i etnologami (Wojciech J. Burszta, Jacek Schmidt), Instytut Kulturoznawstwa stał się głównym ośrodkiem poznańskiej szkoły metodologicznej. Myśl prof. Kmity nie była jedyną ofertą działalności dydaktyczno-naukowej Instytutu, rozwijano w nim i badano zagadnienia komunikacji kulturowej i najróżnorodniejsze wątki historii kultury, a także takie nurty myśli humanistycznej, kierunki badań i orientacje badawcze, jak teoria krytyczna, postmodernizm, dekonstrukcja, etyka biznesu (business ethics), studia kulturowe (cultural studies), semiotyka, poststrukturalizm, studia nad postkolonializmem, kulturowe studia miejskie, visual studies, gender studies, hermeneutyka filozoficzna czy performatyka. Badania wyżej wymienionych koncepcji zaowocowały licznymi publikacjami i konferencjami naukowymi firmowanymi przez Instytut, znajdują również odzwierciedlenie w podziale Instytutu na Zakłady i w programie nauczania. Pracownicy starali się modyfikować i uzupełniać ofertę w oparciu o przemiany zachodzące w samej humanistyce światowej i wymogi rynku pracy.

### Współpraca z UAP
Silne więzy połączyły Instytut z poznańską Akademią Sztuk Pięknych (dziś: Uniwersytet Artystyczny). W przypadku kulturoznawców zaowocowało to owocnymi badaniami nad sztuką i kulturą artystyczną oraz włączeniem się w funkcjonowanie życia artystycznego miasta. Instytut udostępnia też artystom przestrzeń wystawową w tzw. Hyde Parku Szamarzewo (Collegium Znanieckiego).

### Czasopisma
Instytut Kulturoznawstwa intensywnie współpracował z poznańskim czasopismem „Nurt” (1965 -1989), którego redaktorem naczelnym był przez długi czas Krzysztof Kostyrko, pierwszy dyrektor Instytutu. Obecnie Instytut wydaje własne czasopisma: „Studia Kulturoznawcze” (od 1995 r. wydawane jako cykl antologii i monografii, w 2011 r. przekształcone w regularnie wydawane czasopismo) i „Perspektywy Kulturoznawcze” (redagowane przez doktorantów, od 2008 r.). Przez krótki czas funkcjonowały czasopisma zainicjowane w ramach działalności Koła Naukowego: „Zeszyty Kulturoznawcze” i „Poznański Przegląd Teatralny”. Pracownicy Instytutu są poza tym członkami rad programowych i redakcji licznych czasopism wydawanych poza jednostką.

### Instytut i studenci
Od początku istnienia Instytutu, aż do 1991 r., prowadzono na nim kursy instruktorskie (teatralny i fotograficzny oraz teatralny i upowszechniania kultury filmowej), przygotowujące do prowadzenia amatorskich zespołów. Od 1991 r. działa w Instytucie Koło Naukowe Kulturoznawców, posiadające różne sekcje. Oprócz regularnych spotkań, Koło organizuje m.in. wyjazdy na konferencje i warsztaty. W latach 1979–1992 zorganizowano dwadzieścia obozów teatralnych dla studentów.

### Wkład w polskie kulturoznawstwo
Poznańscy kulturoznawcy walnie przyczynili się do utworzenia w 2002 r. Polskiego Towarzystwa Kulturoznawczego. Dzięki wysiłkowi Towarzystwa powstał Komitet Nauk o Kulturze PAN. W 2017 r. Instytut będzie organizatorem III Zjazdu ogólnopolskiego Towarzystwa Kulturoznawczego.

### Kulturoznawcy w Poznaniu
Poznańskie kulturoznawstwo jest silnie wrośnięte w tkankę miejską. Pracownicy oraz absolwenci Instytutu współpracowali i współpracują z publicznymi instytucjami kultury, takimi jak Centrum Kultury Zamek (od 2014 r. działa tam prowadzone przez nich Centrum Praktyk Edukacyjnych), Galeria Miejska Arsenał (są członkami Rady Programowej, odbywając tam staże i praktyki) oraz prywatnymi, jak Art Stations Foundation Grażyny Kulczyk, Galeria EGO i in. Z kolei takie przedsięwzięcia, jak Teatr Strefa Ciszy czy Barak Kultury powstały z inicjatywy samych absolwentów kierunku. Kulturoznawcy w Poznaniu i poza nim organizowali i organizują niezliczone wykłady popularnonaukowe, wystawy, pokazy filmowe itd. Ich obecność i działalność zaznacza się nie tylko w instytucjach tradycyjnie kojarzonych z kulturą artystyczną, ale też w pubach „W Starym Kinie”, „Kisielice”, „Meskalina” i „Dragon”. Rok 2016 był rokiem 40-lecia Instytutu Kulturoznawstwa. Z tej okazji zorganizowano zjazd absolwentów połączony z licznymi wydarzeniami na Wydziale Nauk Społecznych i w centrum miasta, gdzie niebagatelną rolę odgrywają wszystkie miejsca kojarzone z kulturoznawstwem.